# Coelatura ratidota
Coelatura ratidota es una especie de molusco bivalvo  de la familia Unionidae.

## Distribución geográfica
Se encuentra en Kenia y Tanzania

## Hábitat
Su hábitat natural son: ríos.